# Vệ Xuất công
Vệ Xuất công (chữ Hán: 衛出公, trị vì 493 TCN-480 TCN và 476 TCN-465 TCN hay 493 TCN-480 TCN và 476 TCN-470 TCN), tên thật là Cơ Triếp (姬輒), là vị quân chủ thứ 29 của nước Vệ - chư hầu nhà Chu trong lịch sử Trung Quốc.

## Lên ngôi
Vệ Xuất công là con của Vệ Trang công Cơ Khoái Hội – quân chủ thứ 30 nước Vệ, cháu nội của Vệ Linh công – quân chủ thứ 28 nước Vệ.
Cha Triếp là Khoái Hội vốn được lập làm thế tử của Vệ Linh công. Thời gian ông nội Linh công làm quân chủ, Khoái Hội mâu thuẫn với Linh công và bà nội Nam Tử, nên phải chạy lưu vong ra nước ngoài. Năm 493 TCN, Vệ Linh công qua đời, bà nội Nam Tử muốn lập một người con thứ là công tử Dĩnh – gần Linh công khi sắp mất – lên ngôi. Nhưng công tử Dĩnh từ chối, vì vậy Nam Tử lập Cơ Triếp lên nối ngôi, tức là Vệ Xuất công.

## Lần thứ nhất

### Quan hệ với chư hầu
Cha Xuất công là Khoái Hội từ nước Tống chạy sang nước Tấn, được Triệu Ưởng cho ở đất Thích.
Nước Vệ vốn đang ngả theo Tề Cảnh công chống Tấn từ thời Vệ Linh công, vì vậy Vệ Xuất công lại kế tục ông nội chống Tấn, giúp họ Phạm và họ Trung Hàng ở Triều Ca chống lại nước Tấn. Năm 492 TCN, ông cùng Tề Cảnh công hợp binh với người Trung Sơn đi đánh ấp Thích của cha Khoái Hội. Ấp Thích được nước Tấn giúp, Vệ Xuất công không thắng, phải rút quân về.
Thế lực của Ngô Phù Sai ngày càng mạnh. Phù Sai khiến Lỗ Ai công thần phục, lại phá quân Tề. Khi Phù Sai hội chư hầu, Vệ Xuất công phải đến tham dự cùng nước Lỗ, Tống. Vì trước đó người nước Vệ từng giết sứ giả nước Ngô là Thả Diêu, nên Phù Sai giam lỏng Vệ Xuất công. Nhờ có học trò của Khổng Tử là Tử Cống xin hộ với thái tể Bá Hi nước Ngô, Vệ Xuất công mới được thả về nước.
Năm 481 TCN, Hướng Đồi chiếm đất nước Tào cũ (đã bị Tống diệt) để chống lại Tống Cảnh công. Cảnh công đánh đất Tào, Hướng Đồi phải chạy sang nước Vệ. Đại phu nước Vệ là Công Văn Thị mang quân ra đón, nhưng đòi viên ngọc quý truyền từ đời nhà Hạ. Hướng Đồi từ chối, chỉ cho Công Văn Thị viên ngọc khác, và chạy sang nước Tề.

### Bị cha đánh đuổi
Cha Xuất công là Khoái Hội ra sức tìm cách trở lại nước Vệ, lấy lại ngôi quân chủ. Bác gái Xuất công là Khổng Cơ (chị Khoái Hội, con gái Vệ Linh công) lấy đại phu Khổng Ngữ, sau khi góa chồng lại thông dâm với gia thần nhà họ Khổng là Hồn Lương Phu. Khổng Cơ sai Hồn Lương Phu giúp đỡ Khoái Hội trở về nước.
Năm 480 TCN, sau khi chuẩn bị xong, Hồn Lương Phu sai người bí mật đón Khoái Hội vào kinh đô nước Vệ, rồi bắt người cháu Khổng Khôi (con Khổng Ngữ) cũng phải dự thề giúp cậu. Sau đó Hồn Lương Phu mang quân tấn công vào cung Vệ Xuất công. Đại phu Loan Vinh sắp uống rượu, nghe tin có loạn, vội dắt Vệ Xuất công lên xe bỏ chạy sang nước Lỗ, mang theo cả ấn tín quốc quân nước Vệ.
Khoái Hội lên làm quân chủ, tức là Vệ Trang công.

## Lần thứ hai
Vệ Trang công làm quân chủ không lâu, năm 478 TCN bị người nước Vệ đuổi, phải bỏ chạy rồi bị giết. Do sự can thiệp của nước Tề, Vệ Ban Sư – vị quân chủ được nước Tấn ủng hộ - bị đánh đuổi, Vệ Khởi được lập lên ngôi.
Nhưng Vệ Khởi làm quân chủ cũng không được lâu. Năm 477 TCN, đại phu Thạch Phố mang quân đánh đuổi Vệ Khởi. Vệ Khởi phải bỏ chạy sang nước Tề. Thạch Phố đón Vệ Xuất công trở về nước làm quân chủ lần thứ 2.
Nhưng Vệ Xuất công cũng không ưa Thạch Phố hay làm binh biến, bèn đánh đuổi Thạch Phố, rồi triệu các bầy tôi cũ là Thạch Đồi và Thái thúc Di về cho cầm quyền.

## Kết cục
Sử sách ghi chép khác nhau về kết cục của Vệ Xuất công.
Theo Tả Truyện, lần làm quân chủ thứ hai của Xuất công chỉ kéo dài 7 năm:
Vệ Xuất công trở lại ngôi quân chủ lần thứ 2 được 7 năm, tới năm 470 TCN thì lại xảy ra mâu thuẫn với các đại phu. Chử Sư Thanh, Công Tôn Di Mâu, Công Văn Yếu và Tư khấu Hợi, Tư đồ Kỳ cùng nhau nổi loạn chống lại ông. Vệ Xuất công không chống nổi, cùng Quyền Di bỏ chạy ra đất Thành Sừ thuộc nước Tống. Sau đó ông sai người đi sang nước Việt cầu cứu bá chủ Câu Tiễn.
Năm 469 TCN, Câu Tiễn huy động quân nước Lỗ và nước Tống cùng cứu Vệ Xuất công. Câu Tiễn cử Cao Như và Hậu Dung, tướng Lỗ là Thúc Tôn Thư, tướng Tống là Lạc Phạt cùng hợp lại đưa Vệ Xuất công về nước. Liên quân tràn vào Ngoại châu, đánh tan lực lượng chống Xuất công. Xuất công sai quật mả cha ông những người chống đối.
Nhưng người nước Vệ không muốn lập lại Vệ Xuất công, bèn sai sứ ra thương lượng với quân Việt, mang nhiều của quý trong nước ra biếu để đề nghị rút quân. Kết quả quân Việt, Lỗ và Tống đều quay về, không giúp Vệ Xuất công nữa. Người nước Vệ không đón Xuất công mà lập em Vệ Trang công là công tử Kiềm lên ngôi, tức là Vệ Điệu công.
Vệ Điệu công sai Tư đồ Kỳ đi sứ nước Việt, mang theo nhiều của báu biếu Câu Tiễn. Vệ Xuất công bèn mang tàn quân đón đánh giữa đường, cướp lấy và mang biếu Câu Tiễn. Tư đồ Kỳ bèn báo lại với Câu Tiễn. Câu Tiễn giận dữ, lệnh trả lại đồ lễ cho Vệ Điệu công. Vệ Xuất công phải lưu vong ở Thành Sừ, sau đó sang ở nước Việt, sau này không trở về nước Vệ nữa. Ông chết tại nước Việt, không rõ năm nào.
Theo Sử ký, Vệ Xuất công trở lại ngôi quân chủ lần thứ 2, làm quân chủ được 21 năm. Năm 456 TCN, Vệ Xuất công mất, em Vệ Trang công là Cơ Kiềm giết thế tử con Xuất công giành ngôi, tức là Vệ Điệu công.